# Pitești
Pitești (njemački: Pitesk) grad je u središnjem dijelu Rumunjske, glavni grad županije Argeș. 

## Zemljopis
Grad se nalazi se u sjevernom dijelu povijesne pokrajine Vlaške, a u zapadnom dijelu Muntenije, smješten u dolini rijeke Argeș. Grad se nalazi u veoma plodnoj i gusto naseljenoj južnoj podgorini Karpata s voćnjacima i vinogradima. Južno od grada pruža se Vlaška nizina, a sjeverno planinski masivi Karpata pod šumama i pašnjacima. Od glavnoga grada Rumunjske Bukurešta udaljen je 120 km zapadno.

## Stanovništvo
Po popisu stanovništva iz 2002. godine u gradu živi 168.458 stanovnika.
- Rumunji: 99 %
- Romi: 1 %[2]

## Gradovi prijatelji
- Caserta, Italija
- Kragujevac, Srbija[3]
- Borlänge, Švedska
- Muntinlupa, Filipini[4]
- Springfield, Ohio, SAD

## Vanjske poveznice
- Službena stranica grada
- Piteşti Sveučilište

### Ostali projekti
|  | Zajednički poslužitelj ima još gradiva o temi Pitești |